# Bømlo (ø)
59°46′14.059″N 5°16′36.736″Ø / 59.77057194°N 5.27687111°Ø
|  | For kommunen af samme navn, se Bømlo |
Øen Bømlo eller Bømmeløy er den største ø i Bømlo kommune (171 km²) i Sunnhordland i den sydvestlige del af  Vestland fylke i Norge.
Kulleseidkanalen deler øen i en nordlig del med store nøgne moser og en sydlig del som er frodigere. På Bømlo ligger byerne Svortland, Rubbestadneset, Foldrøyhamn, Langevåg og Melandsvågen og den nedlagte færgekaj Siggjarvåg. Broer knytter øen sammen med andre øer i kommunen, som Moster, Goddo, Hiskjo, Aga og Spissøy.
Fjeldet Siggjo (474 moh.) ligger på øen. Det har med sin særprægede form været et kendt indsejlingsmærke.
Navnet Bømlo kommer af  det norrøne Bymbil som skal komme fra ordet «bembel», navle eller mage. I denne sammenhæng er det formentlig ment i betydningen tyk, opsvulmet som spiller på formen på Siggjo.